# Ronald Backus
Ronald Backus (* 28. März 1922 in Poole; † 27. Juli 1999 in Perth, Western Australia) war ein britischer Segler.

## Erfolge
Ronald Backus war bei den Olympischen Spielen 1956 in Melbourne in der Drachen-Klasse neben Jonathan Janson Crewmitglied des britischen Bootes Bluebottle von Skipper Graham Mann. Mit 4547 Punkten beendeten sie die Regatta hinter dem schwedischen Boot um Folke Bohlin und dem von Ole Berntsen geführten norwegischen Boot auf dem dritten Platz, womit sie die Bronzemedaille erhielten.